# Флотта (аэропорт)
Аэропорт Флотта (англ. Flotta Airstrip) — маленький аэропорт на острове Флотта (Оркнейские острова, Шотландия).
Аэропорт имеет небольшую вертолётную площадку возле терминала.

## История
На аэропорт было совершено только 2 подтверждённых коммерческих полёта от Loganair в 1976 году, 1977 году, и один подтвержденный полет авиакомпании British Airways.
В 1981 году все рейсы авиакомпании Loganair на аэропорт были прекращены.
В 2001 ВПП была перенумерована с 15/37 в 16/34.
Аэропорт до сих пор используется экстренными службами Великобритании.

## Авиакатастрофы
20 апреля 1983 года, De Havilland Canada DHC-6 Twin Otter авиакомпании Air Ecosse разбился при посадке из-за сильного бокового ветра.
| Погибших | Выживших             |
| -------- | -------------------- |
| 0        | 12 (включая пилотов) |